# 開米栄三
開米 栄三（かいまい えいぞう、1929年〈昭和4年〉9月24日 - 2020年〈令和2年〉4月24日）は、日本の特撮映画の怪獣造形家。造形会社「開米プロダクション」代表取締役会長。東京府出身。

## 来歴
当初は遊園地やお化け屋敷で仕事をしていたが、1952年に友人から紹介された八木正夫を介して八木の父と叔父である八木勘寿・康栄兄弟のもとにつき、東宝の映画美術や小道具制作に携わった。1954年（昭和29年）には『ゴジラ』に参加し、特殊美術監督の渡辺明のもと、利光貞三、八木勘寿・康栄兄弟ら造形スタッフを補佐して怪獣ゴジラのぬいぐるみの制作に携わる。撮影現場では視界の狭いゴジラの先導役も務めたほか、宣伝スチールの撮影では自身もゴジラのぬいぐるみに入った。
『ゴジラ』の公開後、東宝の設立した特殊美術課で以後のゴジラシリーズを含む数多くの作品で造形助手を務める。また、『怪獣大戦争』までのゴジラや怪獣の登場する作品では、撮影現場でぬいぐるみ俳優の中島春雄の補佐役を務め、点検補修も務めたほか、怪獣のギニョール（手踊り）人形の操作なども担当している。
1962年（昭和37年）、『キングコング対ゴジラ』では、キングコングのぬいぐるみの体毛を作るため、歌舞伎の小道具からヤクの毛の使用を案出する。非常に高価で稀有なこのヤクの毛を取り寄せ、開米が手作業で1本ずつ脱色・染色して全身の植毛を行った。
1964年（昭和39年）、円谷英二特技監督が設立した円谷特技プロのテレビ番組『ウルトラQ』（TBS）の「マンモスフラワー（ジュラン）」「ガメロン」などの造形を手掛ける。
1966年（昭和41年）に東宝を退社して独立し、特殊造形会社「開米プロダクション」を設立する。入江義夫とともにピー・プロダクションのテレビ番組『マグマ大使』（フジテレビ）の怪獣造形を務める。
1967年（昭和42年）、『宇宙大怪獣ギララ』（松竹映画）、『大巨獣ガッパ』（日活）に請われて参加し、怪獣「ギララ」や「ガッパ」を造形指導する。
1969年（昭和44年）、『ガメラ対大悪獣ギロン』（大映）で、多忙な専任スタッフのエキスプロダクションに代わって敵怪獣「ギロン」を制作する。「ガメラシリーズ」では、翌年の『ガメラ対大魔獣ジャイガー』の敵怪獣「ジャイガー」も担当した。
1971年（昭和46年）、円谷プロ制作のテレビ番組『帰ってきたウルトラマン』（TBS）で、前作までの高山良策に代わって開米プロで怪獣造形を担当する。開米は事前に高山に業務引き継ぎの挨拶を行い、以後も『ウルトラマン80』まで怪獣全般の造形を務めた。
同年、同じ円谷プロのテレビ番組『ミラーマン』（フジテレビ）の怪獣造形も担当する。テレビヒーロー番組の本格化したアトラクション興行時代に対応し、「怪獣の表皮にサラシを張り付けてラテックスを塗る」という手法を考案し、型崩れせず長持ちするぬいぐるみ作りを行う。
1972年（昭和47年）、東映制作のテレビ番組『人造人間キカイダー』（NET）のヒーロー「キカイダー」や「ダークロボット」など、等身大ヒーローキャラクターを担当し、「変身ブーム」を支えた。
以後、映画・テレビ番組、アトラクションショーなど、多岐に渡り造形全般を担当した。『アッコにおまかせ!』（TBSテレビ）の「アッコマークII」なども開米の仕事である。
2020年4月24日午前8時36分、白血病により世田谷区の自宅にて死去。満90歳没。

## 人物
あだ名は長身であることにちなむ「チョウさん（チョーさん）」。中島春雄は円谷英二があだ名を名付けたと証言しているが、円谷は「チョウベエ」とも呼んでいた。身長は180センチメートル。『ゴジラの逆襲』の海外撮影用に制作されたゴジラ（ジャイガンティス）のスーツは、アメリカ人の身長に合わせるため、長身の開米が中に入って造型された。
東宝で造形に参加した村瀬継蔵は、開米は怪獣のぬいぐるみにウレタンを用いることを提案したり、怪獣用の長いファスナーを交渉して作ってもらうなど、素材探しの名人であったと評している。
『ゴジラ』などで開米のもとについていた鈴木儀雄は、開米は造形班の調整役であったといい、特撮監督の円谷と職人肌の八木や利光との間を取り持っていたと証言している。そのほか、外部との交渉や経理など幅広く働いていたといい、造形助手の時代から後に社長となる才覚の片鱗を見せていたという。
村瀬や鈴木は、開米との思い出として東宝スタジオに近い成城学園前駅の駅前で共にカップ酒を飲んだことを挙げている。
東宝時代は、第10ステージ脇に穴を掘って湧き水を引き込み、多摩川で釣ったコイを飼っていた。
『ゴジラの逆襲』（1955年）では、ゴジラが雪崩に埋もれるシーンの撮影でスーツの口を操作するためスタンバイしていた開米が誤って氷に生き埋めになってしまう事故があり、救出されるまで時間がかかり恐怖を感じていたという。

## 参加作品

### 映画作品
| 公開年月日     | 作品名                                    | 制作（配給）                     |
| -------------- | ----------------------------------------- | -------------------------------- |
| 1954年2月10日  | さらばラバウル                            | 東宝                             |
| 1954年6月8日   | 若き血は燃えて                            | 東宝                             |
| 1954年11月3日  | ゴジラ                                    | 東宝                             |
| 1954年11月30日 | 鶏はふたたび鳴く                          | 新東宝                           |
| 1955年4月24日  | ゴジラの逆襲                              | 東宝                             |
| 1955年8月14日  | 獣人雪男                                  | 東宝                             |
| 1956年12月26日 | 空の大怪獣 ラドン                         | 東宝                             |
| 1957年12月28日 | 地球防衛軍                                | 東宝                             |
| 1958年10月14日 | 大怪獣バラン                              | 東宝                             |
| 1959年10月25日 | 日本誕生                                  | 東宝                             |
| 1959年12月26日 | 宇宙大戦争                                | 東宝                             |
| 1960年4月10日  | 電送人間                                  | 東宝                             |
| 1960年4月26日  | ハワイ・ミッドウェイ大海空戦 太平洋の嵐   | 東宝                             |
| 1961年7月30日  | モスラ                                    | 東宝                             |
| 1962年3月21日  | 妖星ゴラス                                | 東宝                             |
| 1962年8月11日  | キングコング対ゴジラ                      | 東宝                             |
| 1963年8月11日  | マタンゴ                                  | 東宝                             |
| 1963年12月22日 | 海底軍艦                                  | 東宝                             |
| 1964年4月29日  | モスラ対ゴジラ                            | 東宝                             |
| 1964年12月20日 | 三大怪獣 地球最大の決戦                   | 東宝                             |
| 1965年8月8日   | フランケンシュタイン対地底怪獣            | 東宝 ベネディクト・プロ （東宝） |
| 1965年12月19日 | 怪獣大戦争                                | 東宝                             |
| 1966年7月31日  | フランケンシュタインの怪獣 サンダ対ガイラ | 東宝 ベネディクト・プロ （東宝） |

### テレビ作品
1971年以降は「開米プロ」としての参加。バラエティはのぞく。
| 放映年          | 作品名                        | 制作                 |
| --------------- | ----------------------------- | -------------------- |
| 1964年 - 1965年 | ウルトラQ                     | 円谷プロダクション   |
| 1966年 - 1967年 | マグマ大使                    | ピープロダクション   |
| 1967年 - 1968年 | 怪獣王子                      | 日本特撮株式会社     |
| 1970年          | チビラくん                    | 円谷プロダクション   |
| 1971年 - 1972年 | 帰ってきたウルトラマン        | 円谷プロダクション   |
| 1971年 - 1972年 | ミラーマン                    | 円谷プロダクション   |
| 1972年 - 1973年 | ウルトラマンA                 | 円谷プロダクション   |
| 1972年 - 1973年 | 人造人間キカイダー            | 東映                 |
| 1972年 - 1973年 | 愛の戦士レインボーマン        | 東宝 国際放映 萬年社 |
| 1973年          | ジャンボーグA                 | 円谷プロダクション   |
| 1973年 - 1974年 | ウルトラマンタロウ            | 円谷プロダクション   |
| 1973年 - 1974年 | キカイダー01                  | 東映                 |
| 1974年 - 1975年 | ウルトラマンレオ              | 円谷プロダクション   |
| 1974年 - 1977年 | がんばれ!!ロボコン            | 東映                 |
| 1975年          | 正義のシンボル コンドールマン | 東映                 |
| 1976年 - 1977年 | 忍者キャプター                | 東映                 |
| 1976年 - 1977年 | プロレスの星 アステカイザー   | 円谷プロダクション   |
| 1976年 - 1977年 | バトルホーク                  | ナック               |
| 1976年          | 円盤戦争バンキッド            | 東宝                 |
| 1977年          | 快傑ズバット                  | 東映                 |
| 1977年 - 1978年 | 恐竜大戦争アイゼンボーグ      | 円谷プロダクション   |
| 1978年 - 1979年 | 恐竜戦隊コセイドン            | 円谷プロダクション   |
| 1979年          | メガロマン                    | 東宝                 |
| 1980年 - 1981年 | ウルトラマン80                | 円谷プロダクション   |